# Jacques Gaillot
Jacques Gaillot, född 11 september 1935 i Saint-Dizier i Haute-Marne, död 12 april 2023 i Paris, var en fransk prelat inom Katolska kyrkan och aktivist i sociala frågor. Han var mellan 1982 och 1995 biskop av Évreux. 
1995 befriades han från sin tjänst i Évreux och utnämndes till titulärbiskop av Partenia i Algeriet. Detta hade orsakats av att Gaillot, enligt Vatikanens bedömning, alltför högljutt deklarerat sina liberala ståndpunkter i politiska och sociala frågor.

## Utbildning och tidig karriär
Redan i tonåren hade Gaillot en längtan att bli präst. Efter gymnasiet påbörjade han sina präststudier vid seminariet i Langres. Mellan 1957 och 1959 fullgjorde Gaillot sin obligatoriska värnplikt; han var placerad i Algeriet mitt under landets självständighetskrig. 
1960 reste han till Rom för att där fullborda sina studier; han prästvigdes den 18 mars 1961. Han bedrev fördjupade studier i liturgi i Paris, medan han föreläste vid seminariet i Châlons-en-Champagne. Från 1965 verkade han som professor i Reims, och han var ivrig att genomföra Andra Vatikankonciliets reformer.
Gaillot utsågs 1977 till generalvikarie för stiftet Langres. Den 5 maj 1982 utnämndes han till biskop av Évreux och vigdes den 20 juni samma år av biskop Léon Aimé Taverdet, assisterad av biskop Jean-Félix-Albert-Marie Vilnet och ärkebiskop Joseph Marie Louis Duval.

## Utmärkelser
Gaillot fick Herbert Haag-priset 1994.